# Doxorubicina
La doxorubicina, amb el nom comercial registrat Adriamycin, també coneguda com a hydroxydaunorubicin, és un antineoplàstic. És un antibiòtic del grup antraciclina estretament relacionat amb el producte natural daunorubicina, i com totes les antraciclines funciona en la intercalació de l'ADN, essent el seu efecte advers principal els danys al cor.
S'administra per via intravenosa com una sal hidroclorurada.